# 용암초등학교 (경북)
용암초등학교는 대한민국 경상북도 성주군 용암면 상언리에 있는 공립 초등학교다.

## 학교 연혁
- 1924년 4월 22일 용암공립보통학교 개교(용두면 본리동)
- 1938년 4월 1일 용암공립심상소학교 개칭
- 1941년 4월 1일 용암공립국민학교 개칭
- 1946년 7월 11일 현 교사(상언리 121)로 이전
- 1992년 3월 1일 선송분교장 통합
- 1996년 3월 1일 용암초등학교로 교명변경
- 1998년 3월 1일 성암분교장 통합
- 2021년 2월 5일 제94회 6명 졸업(누계 6,179명)
- 2021년 9월 1일 36대 김탁환 교장 부엄

## 참고 자료
- 성주용암초등학교 - 한국교육학술정보원 학교알리미